# ملوان (سيدي جعفر 3)
ملوان هو دُوَّار يقع بجماعة واد الرمان، عمالة مكناس، جهة فاس مكناس في المملكة المغربية. ينتمي الدوّار لمشيخة سيدي جعفر 3 التي تضم 11 دوار. يقدر عدد سكانه بـ 120 نسمة حسب الإحصاء الرسمي للسكان والسكنى لسنة 2004.

## روابط خارجية
- البوابة الوطنية للجماعات الترابية
- المندوبية السامية للتخطيط